# Rejon czerkaski (1965–2020)
Rejon czerkaski (1965–2020) – była jednostka administracyjna wchodząca w skład obwodu czerkaskiego Ukrainy.
Rejon utworzony w 1965, miał powierzchnię 1618 km² i liczył około 76 tysięcy mieszkańców. Siedzibą władz rejonu były Czerkasy.
Na terenie rejonu znajdowały się jedna osiedlowa rada (Irdyń) i 22 silskie rady, obejmujące w sumie 35 wsi, w tym Moszny, i trzy osady.

## Miejscowości rejonu
- (Байбузи)
- (Баси)
- (Березняки)
- Biłozirja (Білозір'я)
- (Будище)
- (Бузуків)
- Czerkasy (Черкаси)
- Czerwona Słoboda (Червона Слобода)
- (Чорнявка)
- (Чубівка)
- (Дубіївка)
- (Думанці)
- Heronymiwka (Геронимівка)
- (Гута Межиріцька)
- Huta Stanisławska (Гута Станіславчицька)[2]
- (Хацьки)
- (Хрещатик)
- (Худяки)
- Chutory (Хутори)
- Irdyń (Ірдинь)
- (Яснозір'я)
- (Єлизаветівка)
- Kumejki (Кумейки)
- Łeśky (Леськи)
- Łoziwok (Лозівок)
- Moszny (Мошни)
- (Нечаївка)
- (Новоселівка)
- (Первомайське)
- Ruśka Polana (Руська Поляна)
- (Сагунівка)
- Swydiwok (Свидівок)
- (Софіївка)
- (Сокирна)
- Stanisławczyk (Станіславчик)
- (Степанки)
- Szełepuchy (Шелепухи)
- (Тубільці)
- (Вергуни)
- (Закревки)